# Salwa Bughaigis

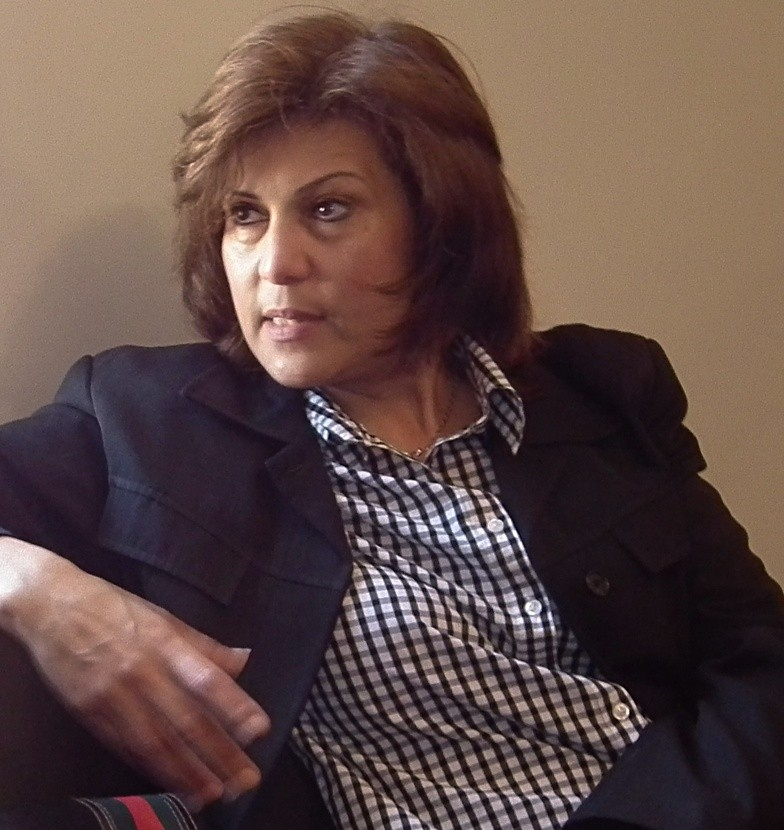
Salwa Bughaigis, im April 2011, zwei Monate nach Beginn des Aufstands, in Bengasi.

Salwa al-Bughaigis (arabisch سلوى سعد بوقعيقيص, DMG Salwā Saʿd Būqaʿīqīṣ; * 24. April 1963 in Bengasi; † 25. Juni 2014 ebenda) war eine libysche Rechtsanwältin und Menschenrechtsaktivistin.
Unter dem Regime Muammar al-Gaddafis vertrat Bughaigis als Anwältin politische Gefangene. 2011 organisierte sie die ersten Demonstrationen gegen Gaddafi in der ostlibyschen Stadt Bengasi. Nach dem Sturz Gaddafis wurde sie Mitglied des Nationalen Übergangsrats, verließ dieses Gremium jedoch bereits nach vier Monaten aus Protest über den geringen Frauenanteil. Im Juni 2014 wurde sie von Unbekannten in ihrem Haus in Bengasi in den Kopf geschossen und starb im Krankenhaus an den Schussverletzungen.